# Atocha (Bolivie)
Pour les articles homonymes, voir Atocha.
Atocha est la deuxième section municipale de la province de Sud Chichas dans le département de Potosí, en Bolivie.

## Subdivision
La municipalité d'Atocha a été créée le 21 septembre 1963 par la Loi no 245. Elle est composée de sept cantons : Chocaya, Portugalete, San Vicente, Santa Bárbara, Tacmari, Guadalupe et Chorolque Viejo.
L'Institut national de la statistique de la Bolivie INE liste huit divisions de la municipalité de Atocha : Atocha, Chorolque, Chorolque Viejo, Portugalete, Chocaya, Guadalupe, San Vicente, Santa Bárbara.

## Population
La population est composée principalement d'Amérindiens de descendance quechua.
| Groupe ethnique | %     |
| --------------- | ----- |
| Quechuas        | 70,64 |
| Non-amérindiens | 26,36 |
| Aymara          | 2,76  |
| Guaranis        | 0,13  |

## Langues
Les langues parlées dans la municipalité sont principalement l'espagnol et le Quechua .
| Langue                    | Habitants |
| ------------------------- | --------- |
| Quechua                   | 4912      |
| Aymara                    | 274       |
| Guarani                   | 11        |
| Autre langue amérindienne | 1         |
| Espagnol                  | 8 589     |
| Langue étrangère          | 26        |

## Lieux d'intérêt
La ville coloniale Atocha Viejo ("Vieux Atocha") ainsi que son relief alentour sont une attraction touristique.

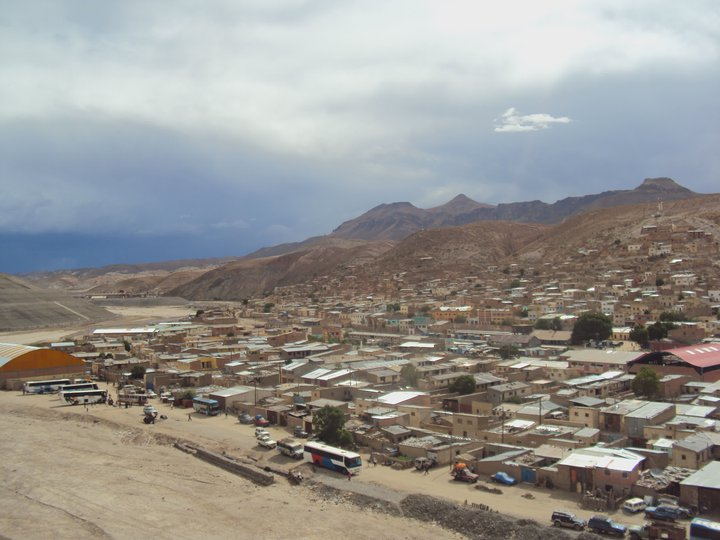
Atocha
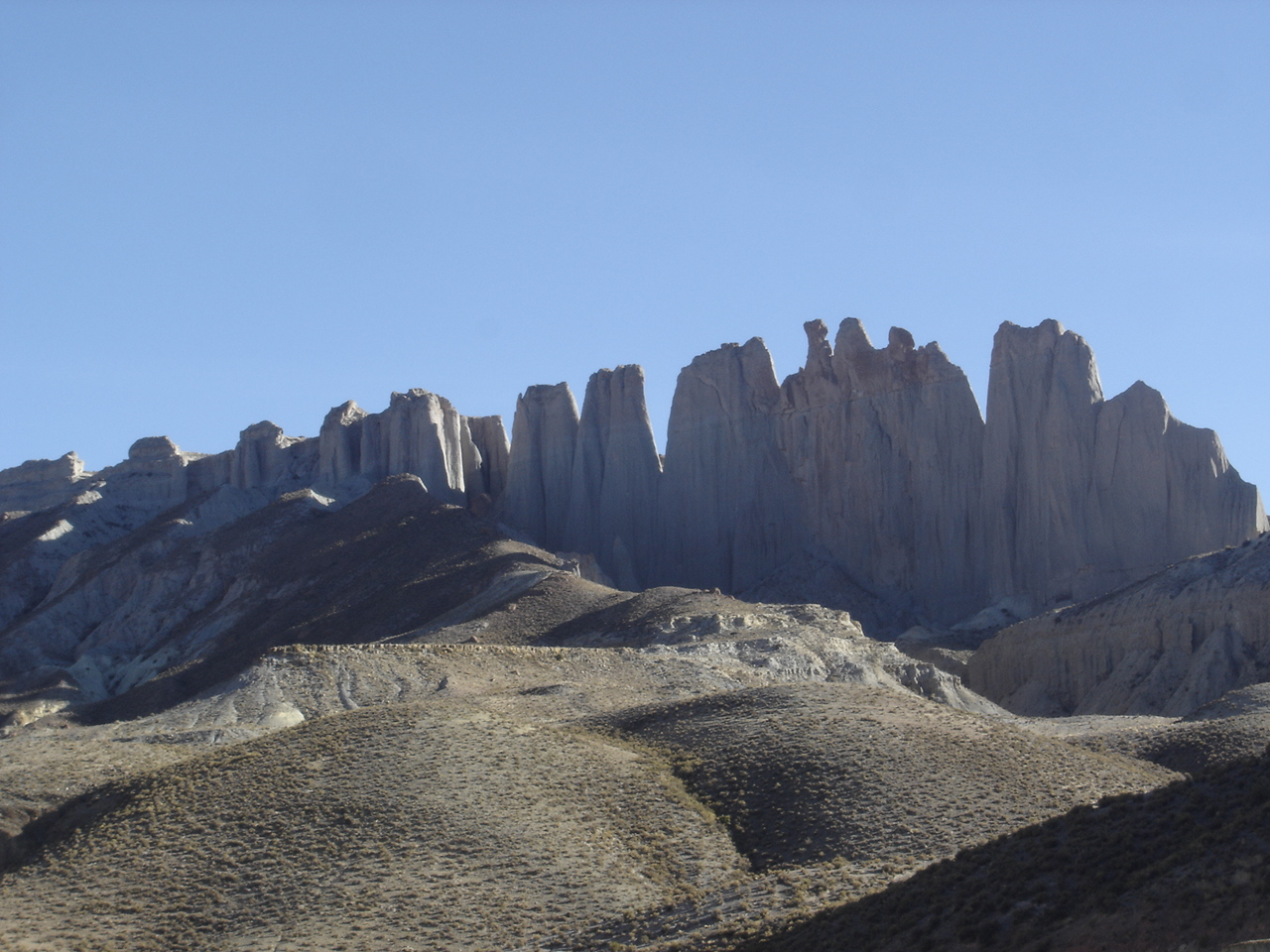
Las velas ("Les voiles")
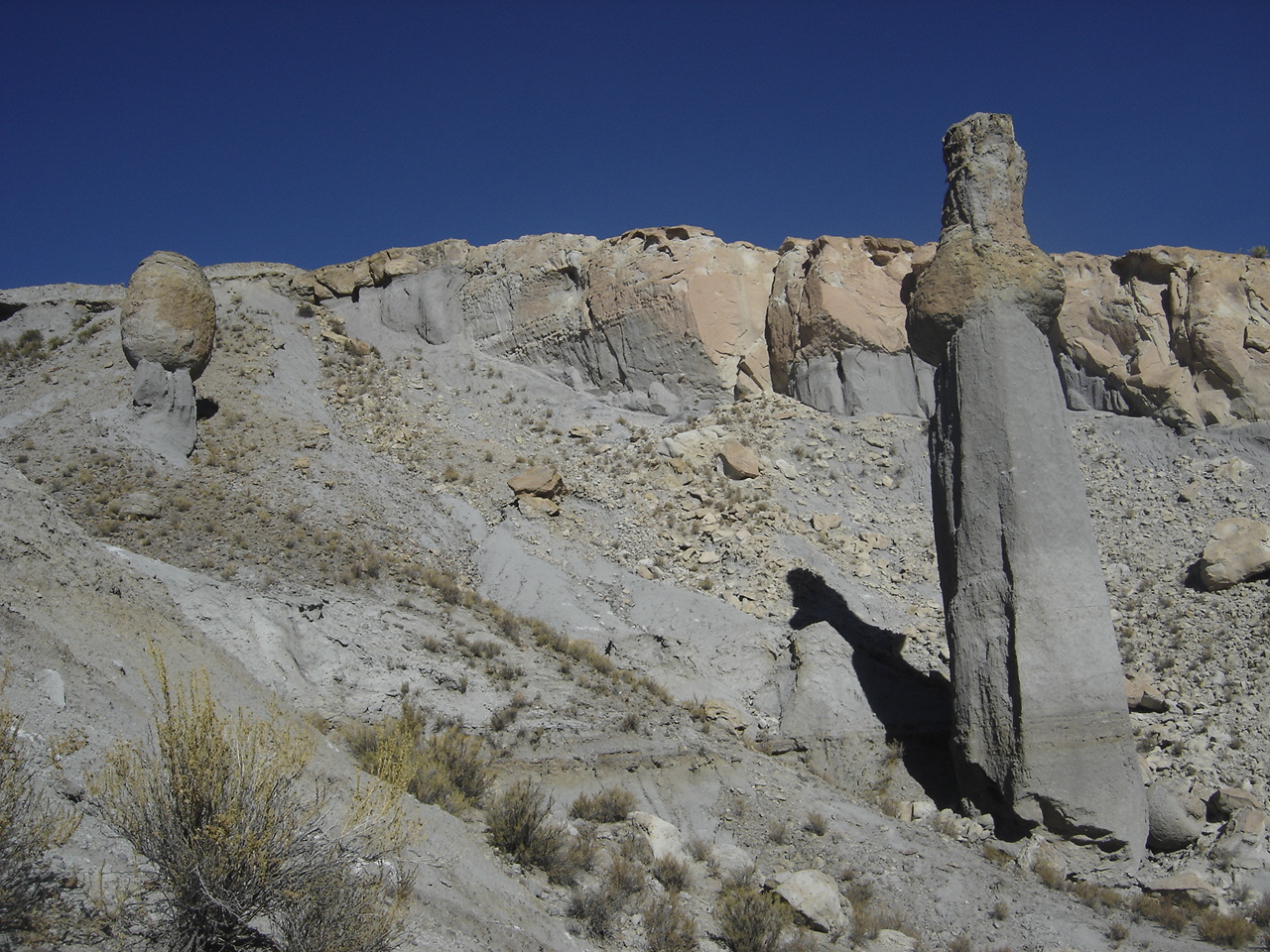
El huevo y la botella ("L’Œuf et la bouteille")
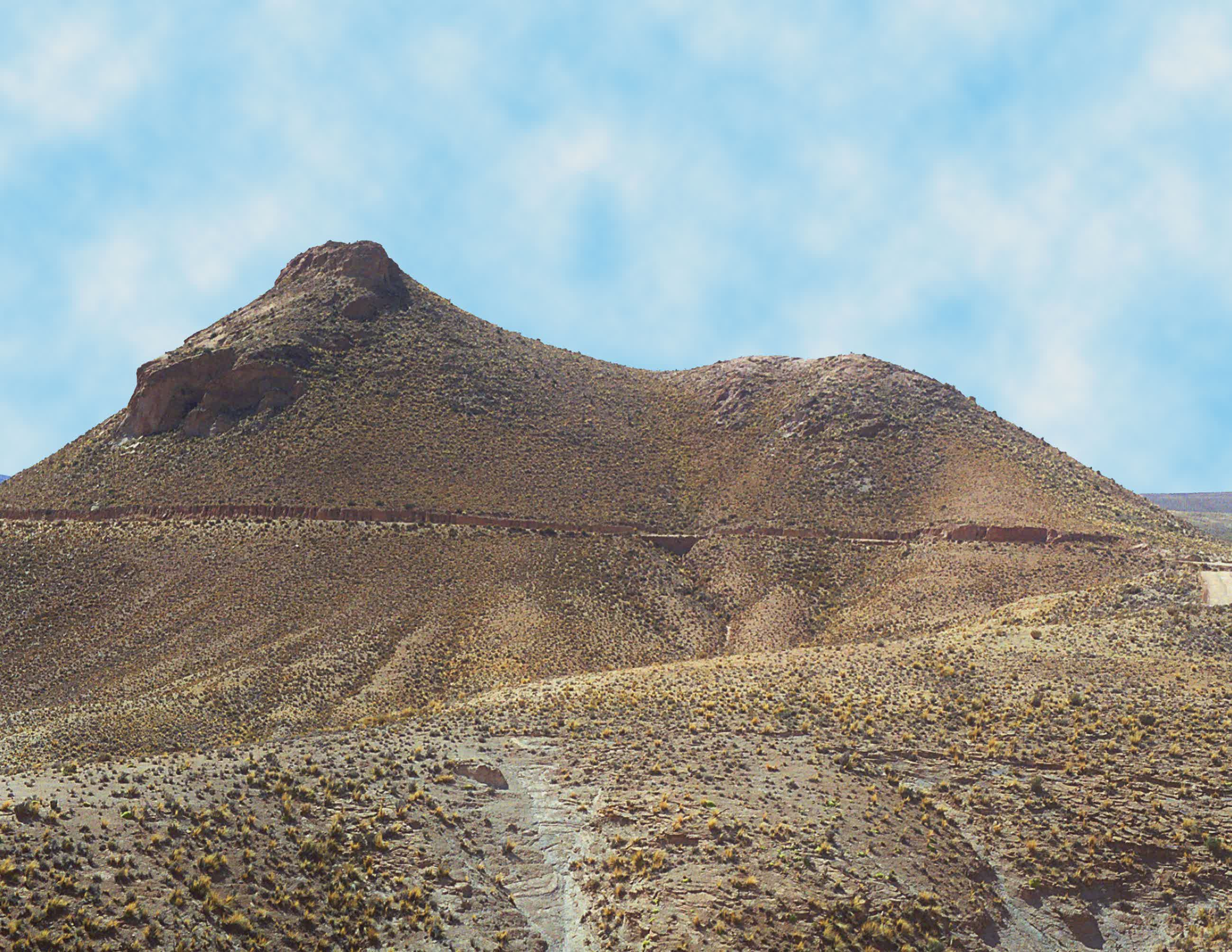
La leona ("La Lionne"), Chorolque
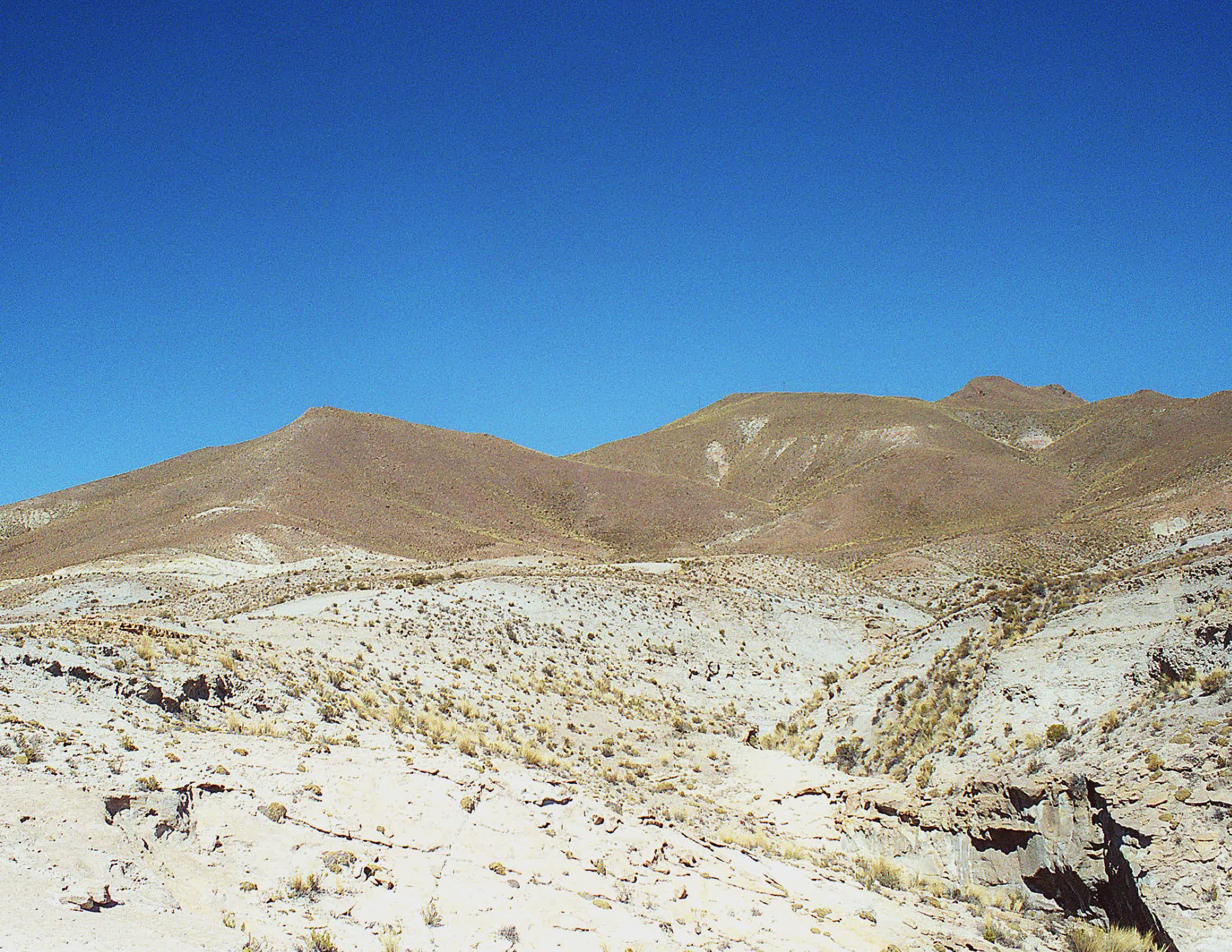
La Bella Durmiente ("La Belle au bois dormant")
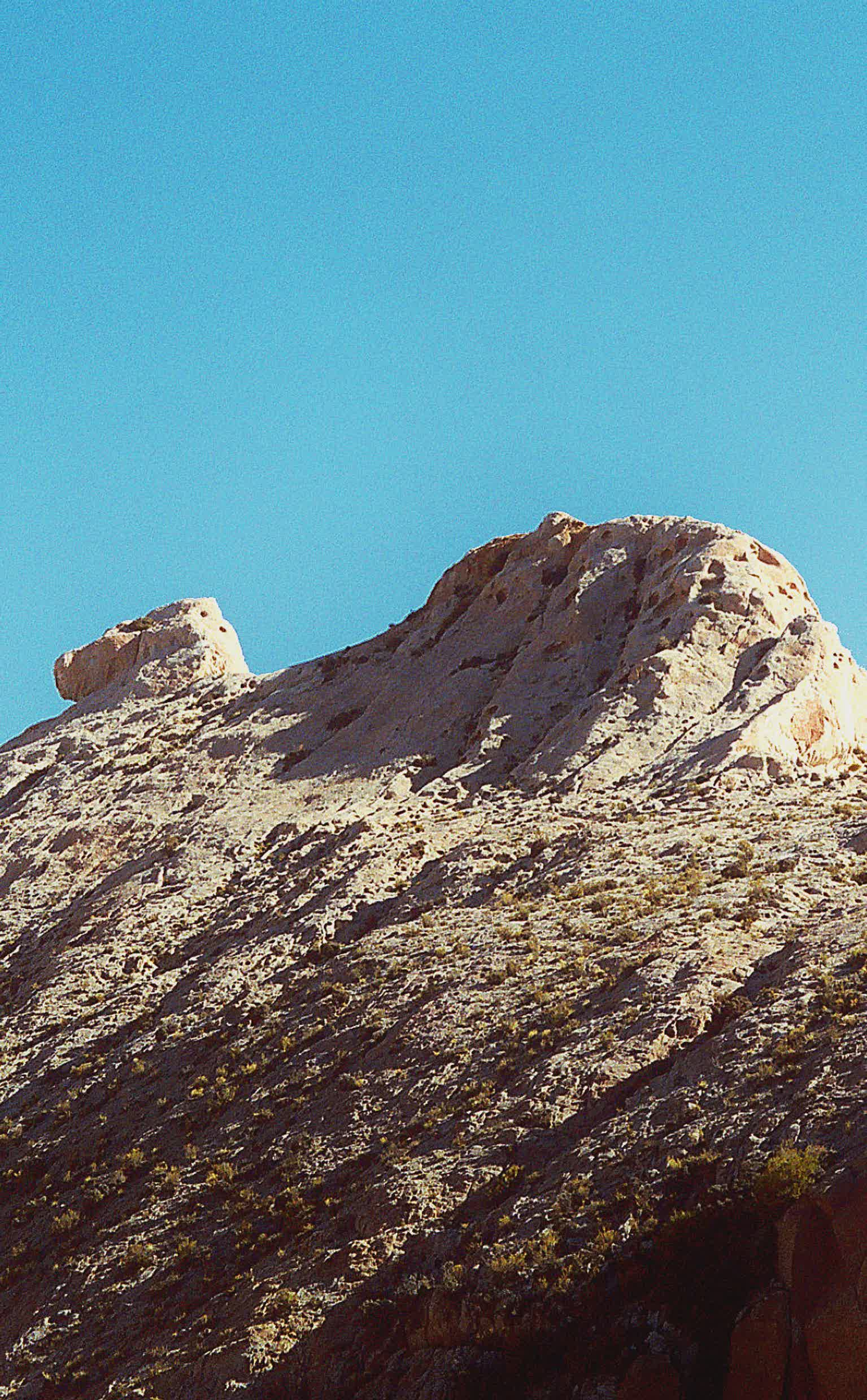
El Camello ("Le chameau")
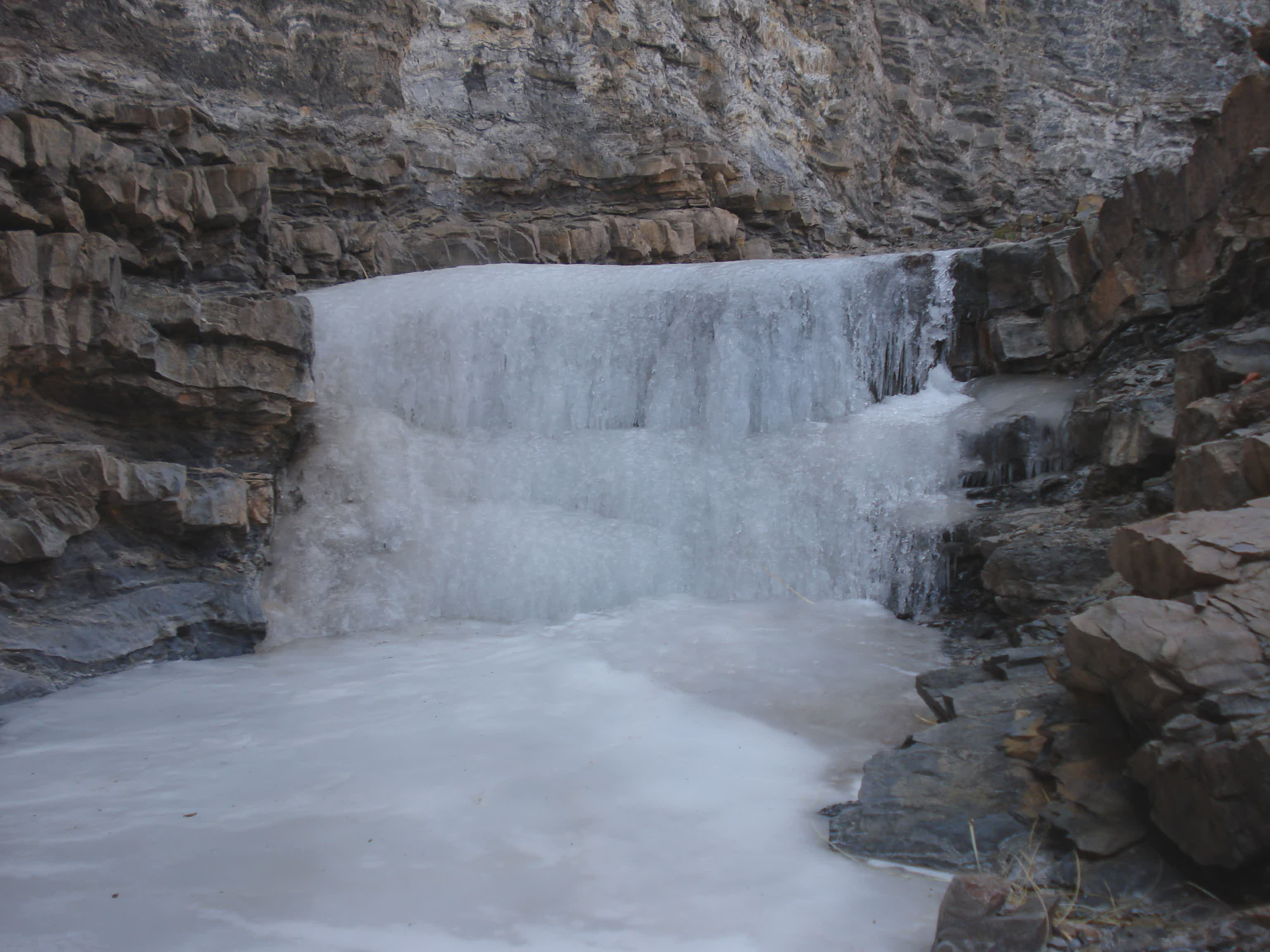
El hielito ("Les glaçons")